# Jordania en los Juegos Paralímpicos de Tokio 2020
Jordania estuvo representada en los Juegos Paralímpicos de Tokio 2020 por diez deportistas, seis hombres y cuatro mujeres.

## Medallistas
El equipo paralímpico jordano obtuvo las siguientes medallas:
| Nombre           | Deporte                   | Evento                |
| ---------------- | ------------------------- | --------------------- |
| Oro              |                           |                       |
| Ahmad Hindi      | Atletismo                 | Peso F34 masculino    |
| Omar Carada      | Levantamiento de potencia | –49 kg masculino      |
| Abdelkarim Jatab | Levantamiento de potencia | –88 kg masculino      |
| Yamil El-Shebli  | Levantamiento de potencia | +107 kg masculino     |
| Plata            |                           |                       |
| —                |                           |                       |
| Bronce           |                           |                       |
| Jetam Abuawad    | Tenis de mesa             | Individual 5 femenino |